# Radio SRF 2 Kultur

Logo von DRS 2 vor 2007

Logo von DRS 2 bis Ende 2012

Logo von SRF Radio 2 von 2012 bis 2020

Radio SRF 2 Kultur ist als zweites Radioprogramm von Schweizer Radio und Fernsehen (SRF) dessen Kultur- und Wissenssender. Heute wird es jährlich von rund 141’000 Menschen gehört. Es entstand 1956 als DRS 2 mit der Einführung des Hörfunks auf Ultrakurzwelle. UKW ermöglichte es, anspruchsvolle Musik in einer gegenüber der bis dahin genutzten Mittelwelle massiv verbesserten Qualität auszustrahlen. Die Studios des Radiosenders befanden sich früher im Quartier Bruderholz und heute im Meret Oppenheim Hochhaus, direkt beim Bahnhof Basel SBB.
Der Programmauftrag wird formal privatrechtlich von einem Verein unter einer Konzession des Bundes (Service public) erbracht. Zur Sonderstellung, die einem öffentlich-rechtlichen Programmauftrag entspricht, siehe SRG SSR#Die Gesellschaft.

## Geschichte
Bis 2008 war Arthur Godel der Programmleiter von DRS 2. Auf ihn folgte vom 1. März 2008 bis 31. Dezember 2010 der Kulturjournalist Marco Meier.
Im Rahmen der Fusion von Radio DRS und dem Schweizer Fernsehen zu SRF wird DRS 2 ab 1. Januar 2011 Teil der neuen Abteilung Kultur von SRF. Der Sender wird auf den 16. Dezember 2012 zu Radio SRF 2 Kultur umbenannt.
Marco Meier scheidet im Rahmen des Zusammenschlusses von Radio und Fernsehen Ende 2010 aus. Auf ihn folgt als neue Programmleiterin DRS 2 die bisherige Leiterin Kultur-Aktualität Franziska Baetcke. Unter ihrer Leitung wird der nun zu Radio SRF 2 Kultur umbenannte Sender mit einem neuen Morgen- und Frühabendprogramm umgebaut. Der Umbau soll u. a. ein jüngeres Publikum erschliessen und durchhörbarer werden. Das Programm richtet sich an ein breit kulturinteressiertes Publikum. Es bietet aktuelle Kulturberichterstattung und Hintergründe aus Gesellschaft, Religion, Wissenschaft (Wissenschaftsmagazin), Musik, Kunst. Im Rahmen der Neuausrichtung wird auch die Kulturhintergrundsendung Reflexe in die auf eine Stunde ausgebaute Sendung Kontext integriert.
Im Februar 2016 verließ Programmleiterin Franziska Baetcke den Sender. Neue Leiterin wurde die bisherige Bereichsleiterin Musik, Barbara Gysi, und unter ihrer Führung wurden weitere Sendegefässe abgebaut wie Parlando und Musik der Welt. Man strebe «mit diesen Veränderungen eine klarere Programmstruktur an», so Gysi.
Im Zuge von Sparmassnahmen endet das Abendprogramm von SRF 2 seit April 2021 bereits um 22 Uhr. Danach wird bis 6 Uhr morgens das Programm von Radio Swiss Classic übernommen. Die Sendungen 52 beste Bücher, Zwischenhalt und Blickpunkt Religion sowie das Programm mit Alter Musik Fiori musicali wurden ersatzlos gestrichen, letztere ist seit 9. April 2023 wieder im Programm (jetzt am Sonntagabend). Die Jazzsendungen am späten Abend wurden vor 22 Uhr vorgezogen. Konzerte mit klassischer Musik sollen zunehmend nicht mehr aus eigenen Aufzeichnungen, sondern im Austausch mit RTS und RSI sowie mit der Eurovision übernommen werden. Ziel ist es, insgesamt 52 Millionen Franken umzuschichten, damit neue Formate zur Ausspielung auf diversen digitalen Plattformen entwickelt werden können. Das ist nur möglich, wenn es gleichzeitig Einsparungen im linearen Programm gibt. Bis spätestens Anfang 2026 werden die Sendungen Kontext, Passage, Kino im Kopf, das Wissenschaftsmagazin und das Musikmagazin eingestellt, sowie weitere Musikformate fusioniert. Die SRG Region Basel bedauert diesen Leistungsabbau bei Kultur und Wissenschaft.
Gemäss der letzten öffentlich verfügbaren Auswertung beträgt der Marktanteil von Radio SRF 2 Kultur 2,4 Prozent, was gut 141’000 Hörerinnen und Hörern über das Jahr hinweg entspricht. 2019 waren es noch 196’000 oder ein Marktanteil von 2,9 Prozent.

## Programm
SRF 2 Kultur richtet sich an ein besonders bildungsnahes und -freudiges Publikum aus allen Altersgruppen. Dabei wird auf unterschiedliche Sendeformen zurückgegriffen: Magazin, Feature, Essay, Hörspiel, Lesung, Referat, Diskussionsrunde, Interview zur Person (z. B. Musik für einen Gast) u. a. Statt auf kurze Wortblöcke setzte SRF 2 Kultur lange auf umfassende Ausführlichkeit. Diese wird aber im Zuge der Sparmassnahmen und auf der Basis einer qualitativen Umfrage mit 20 Teilnehmenden reduziert.
Im Musikprogramm dominiert die so genannte E-Musik, die ernste Musik. Darunter ist nicht nur klassische Musik, sondern auch Anspruchsvolles aus den Bereichen Pop, Chanson, Jazz, Welt- und Experimentalmusik zu verstehen.
Ein eigener SRF Kulturclub informiert über Programminhalte und ermöglicht ermässigten Eintritt zu ausgewählten Veranstaltungen.

## Empfang
SRF 2 Kultur ist in der Deutschschweiz flächendeckend über DAB, in der ganzen Schweiz über Kabel, europaweit über Satellit und weltweit über Internetradio empfangbar.